# Завод «Електромотор» (Полтава)
Завод «Електромотор» — завод в м. Полтава, Україна працює на ринку електротехнічної промисловості понад 50 років.

## Загальний опис
Підприємство спеціалізується на випуску трифазних та однофазних асинхронних електродвигунів змінного струму з висотою осі обертання 63, 71, 80, 100 мм, потужністю від 0,18 до 7,5 кВт, частотою обертання від 750 до 3000 об/хв., частотою мережі 60 Гц, напругою 36 — 660 В.
Нині ВАТ «Електромотор» — одне з провідних підприємств України з виробництва асинхронних електродвигунів загальнопромислового та спеціального виконань, в тому числі: підвищеної точності, вбудовані, тропічного виконання, з підвищеним ковзанням, редукторні, з вбудованим електромагнітним гальмом, для охолодження трансформаторів тощо.
Виробництво продукції здійснюється за повним замкнутим циклом, який включає в себе: штампувальний цех, ливарний цех, механозбірний цех, інструментальний цех.